# Enchantment (1921)
Enchantment is een stomme film uit 1921 onder regie van Robert G. Vignola. De film is gebaseerd op het verhaal Manhandling Ethel van Frank R. Adams. Een scenario van het verhaal werd speciaal geschreven voor Marion Davies.

## Verhaal
Ethel is de verwende dochter van miljonair Mr. Hoyt. Hij beslist dat een zekere man met haar mag trouwen. Wanneer niet alles gaat zoals gepland, huurt Hoyt acteur Ernest Eddison in om Ethel te verleiden.

## Rolverdeling
| Acteur          | Personage      |
| --------------- | -------------- |
| Marion Davies   | Ethel Hoyt     |
| Forrest Stanley | Ernest Eddison |
| Edith Shayne    | Mrs. Hoyt      |
| Tom Lewis       | Mr. Hoyt       |
| Arthur Rankin   | Tommy Corbin   |
| Corinne Barker  | Nalia          |